# Casa-fàbrica Girona
La casa-fàbrica Girona és un conjunt d'edificis situats al carrer de les Freixures, 4-6 i 8 del barri de Santa Caterina de Barcelona, parcialment conservats.

## Història i descripció
El 1827, el prior del convent de Santa Caterina va demanar permís per a construir-ne una nova ala al carrer de les Freixures, en substitució de la que fou enderrocada durant el Trienni Liberal, (1820-1823) i que arribava fins al carrer del Tragí, segons el projecte del mestre de cases Miquel Bosch i Camps. Segons la documentació, es tractava d'un edifici compost d'onze botigues amb entresol i un pis alt (on s'ubicaria la biblioteca). Aquesta construcció devia estar acabada l'any següent, ja que hi ha la data de 1828 en un escut amb l'emblema del convent a la façana de l'actual núm. 6.
El 1829, i a conseqüència d'un préstec impagat, l'empresari Ignasi Girona i Targa va adquirir a Ignasi Galí i Cabot, advocat de l'Audiència de Barcelona, una casa al carrer de Sant Pere Més Baix, 26), que va fer reformar per a destinar-la a residència i despatx de l'empresa familiar. També va adquirir una caseta contigua (Freixures, 10), i un altre solar (Freixures, 8), on el 1831 va fer construir un edifici de planta baixa, entresol i tres pisos, segons el projecte del mateix Bosch, destinat a fàbrica d'estampats sota la raó social Girona i Cia. Arran de la desamortització de Mendizábal, Girona va adquirir la propietat de les cases dels dominics, un edifici de 353 pams (69 m) de façana, amb quatre nuclis d'escala i set botigues a la planta baixa. També va adquirir una llenca de l'hort del convent, on va fer aixecar una «quadra» que hostatjaria una màquina de vapor. Una part de la propietat estava afectada per a la construcció de la peixateria del mercat de Santa Caterina i l'obertura del carrer Nou de Lacy, per la qual cosa el 1853 la va vendre a l'Ajuntament de Barcelona.

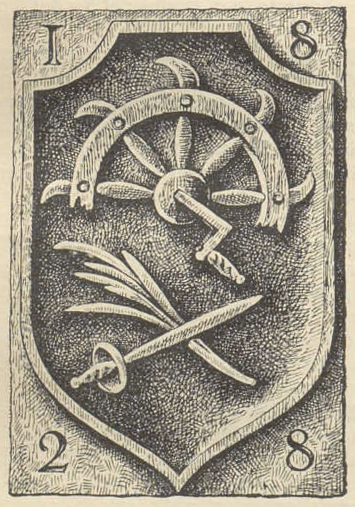
Escut de Santa Caterina a la façana del carrer de les Freixures, 6

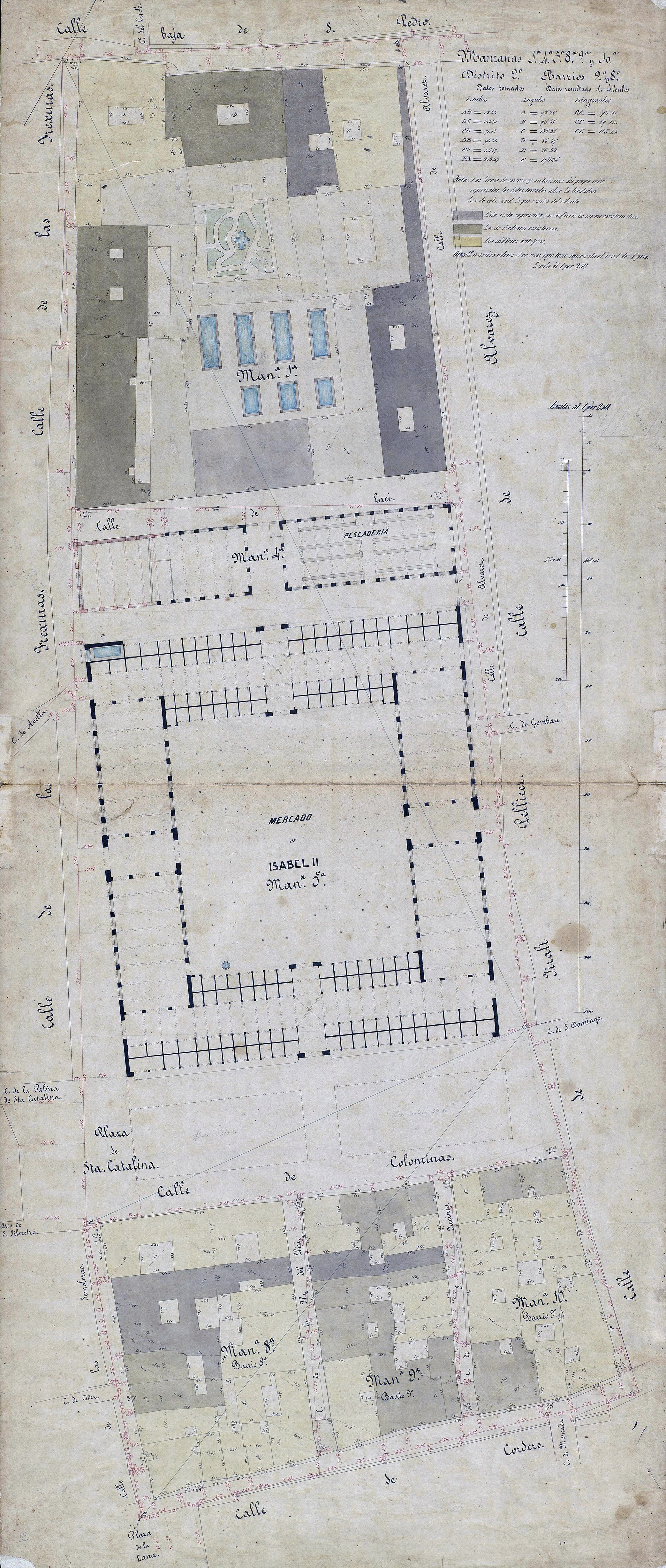
Quarteró núm. 31 de Garriga i Roca (c. 1860)

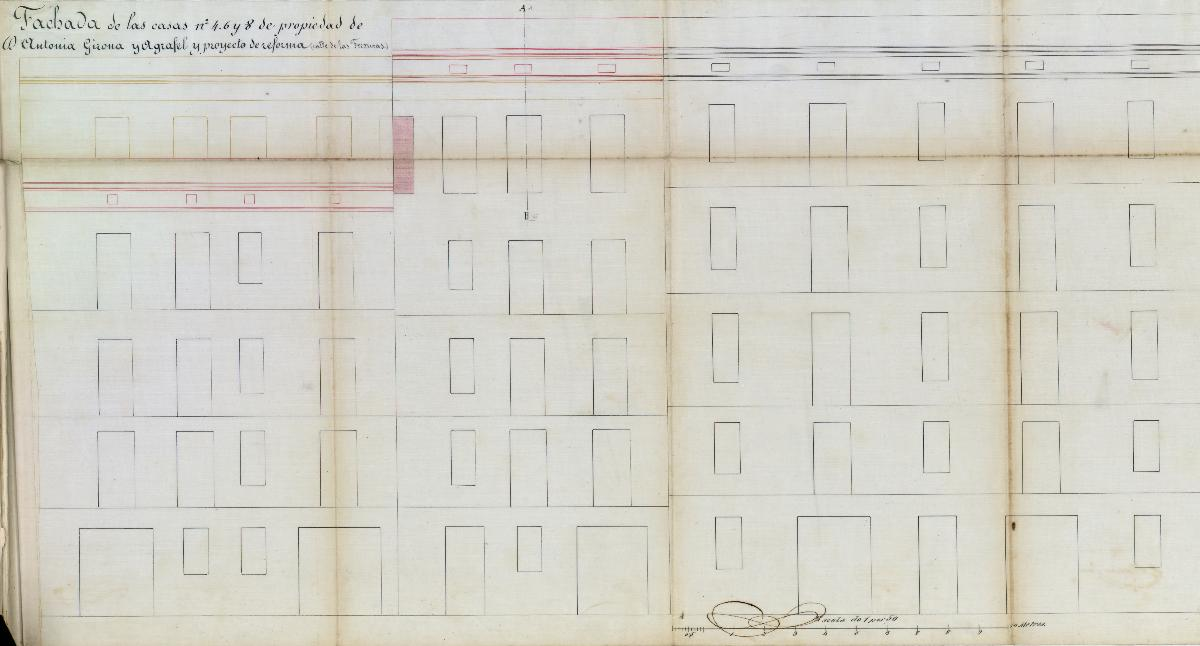
Projecte de reforma de façana de les cases 4,6 i 8 del carrer de les Freixures, propietat d'Antònia Girona i Agrafel (1874)

Ignasi Girona també va adquirir tres solars al nou carrer d'Álvarez de Castro, i en un d'ells (núms. 1-3) va fer construir el 1852 un edifici d'habitatges de planta baixa i quatre pisos, amb dues escales, segons el projecte de l'arquitecte Joan Nolla i Cortés. En aquesta època, traspassà la fàbrica d'estampats a la societat Berthoud i Agustí, que el 16 d'abril del 1855 va patir un incendi que en va afectar el mobiliari i la mercaderia, pel qual va rebre una indemnització de 4658 rals de billó de la companyia d'assegurances La Urbana. Uns anys després, la companyia passaria a ser Gil Agustí i Cia: «Frexuras, 8. Fábrica y depósito de estampados, indianas y muebles de algodon. Se hacen espediciones á todos puntos. D. Gil Agustí y compañía.» Gil Agustí va ser succeït per Antoni Agustí i Vigo (†1895), i la seva vídua va traslladar la seu a la Ronda de Sant Pere, 27 i carrer del Bruc, 11. Posteriorment, s'hi va instal·lar una fàbrica de calçat.
Pel que fa al núm. 6, el 1857 hi havia la fàbrica de teixits de Frederic Trias i el 1863 les de teixits de Francesc Reixach i Ignasi Soler i Torres. A principis del segle xx hi havia el magatzem de pells adobades de Josep Trepat: «Almacén de curtidos y toda clase de artículos para guarnicioneros. Especilidad en HEBILLAJES y BOCADOS. Freixuras, 6; Barcelona.»
El 1865, Ignasi Girona va cedir els edificis dels carrers d'Álvarez de Castro i de les Freixures a les seves filles Mercè i Antònia Girona i Agrafel, respectivament, a canvi del pagament d'una renda. El 1874, aquesta darrera va presentar un projecte per a enderrocar el tercer pìs en una part de la finca del núm. 8, tal com roman actualment. Cap al 1960, la finca del núm. 4 va ser expropiada i enderrocada per a l'obertura de l'avinguda de Francesc Cambó, quedant únicament en peu els núms. 6 i 8.